# Aşağı Yaycı
Aşağı Yaycı (azerbajdzjanska: Aşağı Yəyci) är en ort i Azerbajdzjan.   Den ligger i distriktet Nachitjevan, i den västra delen av landet, 400 kilometer väster om huvudstaden Baku. Aşağı Yaycı ligger 895 meter över havet och antalet invånare är 1 453.
Terrängen runt Aşağı Yaycı är huvudsakligen kuperad, men åt sydväst är den platt. Närmaste större samhälle är Dyudengya, 8,6 kilometer sydväst om Aşağı Yaycı. 
Trakten runt Aşağı Yaycı består i huvudsak av gräsmarker. Runt Aşağı Yaycı är det ganska tätbefolkat, med 90 invånare per kvadratkilometer.